# Polskie Centrum Ludowe
Polskie Centrum Ludowe (česky Polský lidový střed, v dobových zdrojích též polské centrum, německy polnisches Zentrum) byla politická strana působící od roku 1906 mezi polskou populací tehdejšího Rakouska-Uherska.

## Historie
Vznikla roku 1906, když se spojilo Stronnictwo Chrześcijańsko-Ludowe Stanisława Stojałowského a Stronnictwo Katolicko-Narodowe. Z názvu nového subjektu bylo úmyslně vypuštěno slovo křesťanský tak, aby strana nebyla spojována s klerikalismem.
Ve volbách do Říšské rady roku 1907 získalo Polskie Centrum Ludowe 14 mandátů a ve volbách na Haličský zemský sněm roku 1908 šest mandátů.
Předsedou strany se stal Leo Pastor. Definovala se jako subjekt spojující různé třídy. Ve výkonném výboru bylo zastoupeno duchovenstvo (zejména stoupenci Stojałowského), rolníci, šlechta (například Andrzej Beaupré) i inteligence (například Włodzimierz Czerkawski nebo Maurycy Straszewski). Strana se hlásila k obraně rodiny, víry a polského národa. Jejím hlavním soupeřem byli haličští konzervativci. Po několika letech se vyostřily spory mezi předsedou Pastorem a Stanisławem Stojałowským a strana se rozpadla. Stojałowski se mezitím sbližoval s Národně-demokratickou stranou (tzv. Endecja) a roku 1909 s ní utvořil v parlamentu (Říšská rada) Związek Narodowo-Ludowy. Strana Polskie Centrum Ludowe zanikla roku 1908.